# Giovanni Battista Amici
Giovanni Battista Amici, född 25 mars 1786, död 10 april 1846, var en italiensk astronom, fysiker och botaniker. Auktorsnamnet Amici kan användas för Giovanni Battista Amici i samband med ett vetenskapligt namn inom botaniken; se Wikipediaartiklar som länkar till auktorsnamnet.

## Biografi
Amici var professor i astronomi och direktör för observatoriet i Florens. Amici är berömd genom sina uppfinningar och konstruktioner av optiska instrument, såsom spegelteleskop, anordning för bestämning av ljusstyrkan hos ett astronomiskt objekt med dubbelbilder, en polarisationsapparat, ett mer och mer fulländat mikroskop och ett immersionsobjektiv med mera. Men hjälp av dessa instrument utförde Amici betydelsefulla astronomiska och botaniska undersökningar.

## Utmärkelser
Nedslagskratern Amici på månen och asteroiden 3809 Amici är uppkallade efter honom.